# Val Müstair
Pour l’article homonyme, voir Val Müstair (commune).
Le val Müstair (en allemand Münstertal et en italien Val Monastero) est une vallée de Suisse et d'Italie.

## Localisation
Séparée de l'Engadine par le col de l'Ofen, la vallée dans laquelle s'écoule la rivière Rom (Rombach ou Rambach en allemand, Ram en italien) s'étend de Tschierv dans le canton des Grisons jusqu'au val Venosta dans la province autonome de Bolzano. La vallée est divisée topologiquement en trois parties, les localités de Tschierv et Fuldera se trouvent dans la partie supérieure, Valchava et Santa Maria dans la partie médiane et Tubre dans la partie inférieure. Toutes les localités grisonnes de la vallée ont fusionné en 2009 pour former la commune de Val Müstair. Le col de l'Umbrail, permet d'atteindre la Valteline en Lombardie.

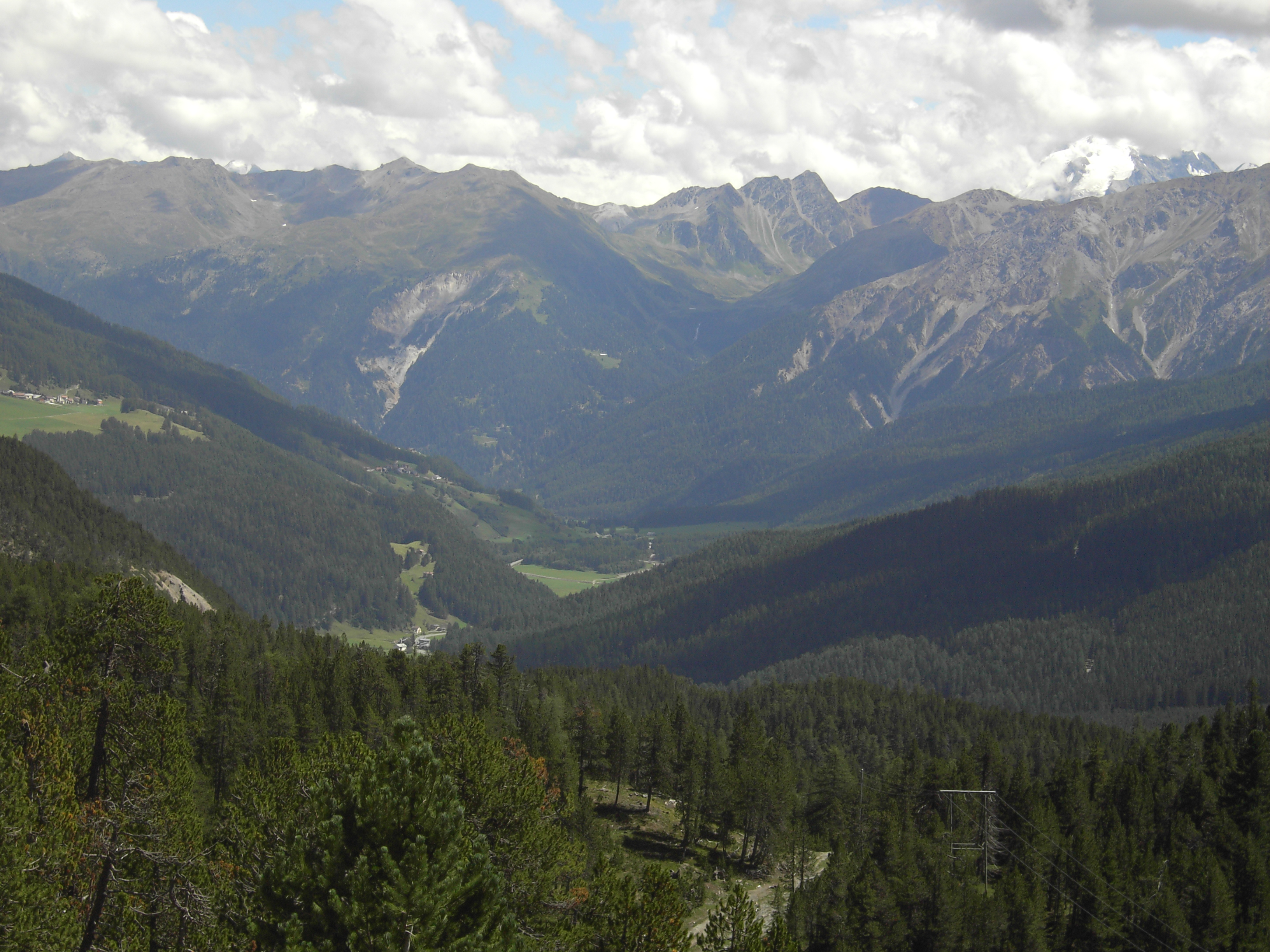
La partie supérieure du Val Müstair.
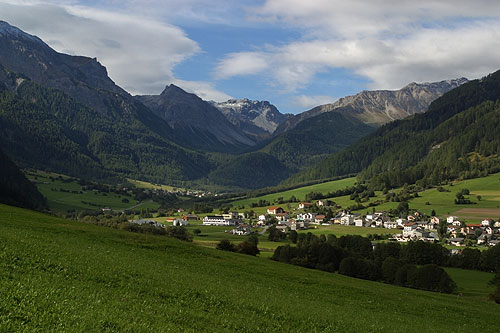
Vue de Müstair et l'amont de la vallée.

## Langues
Le val Müstair est la seule vallée dans laquelle un sous-dialecte du romanche vallader, appelé Jauer, est parlé. C'est néanmoins le romanche grison qui est enseigné.

## Patrimoine

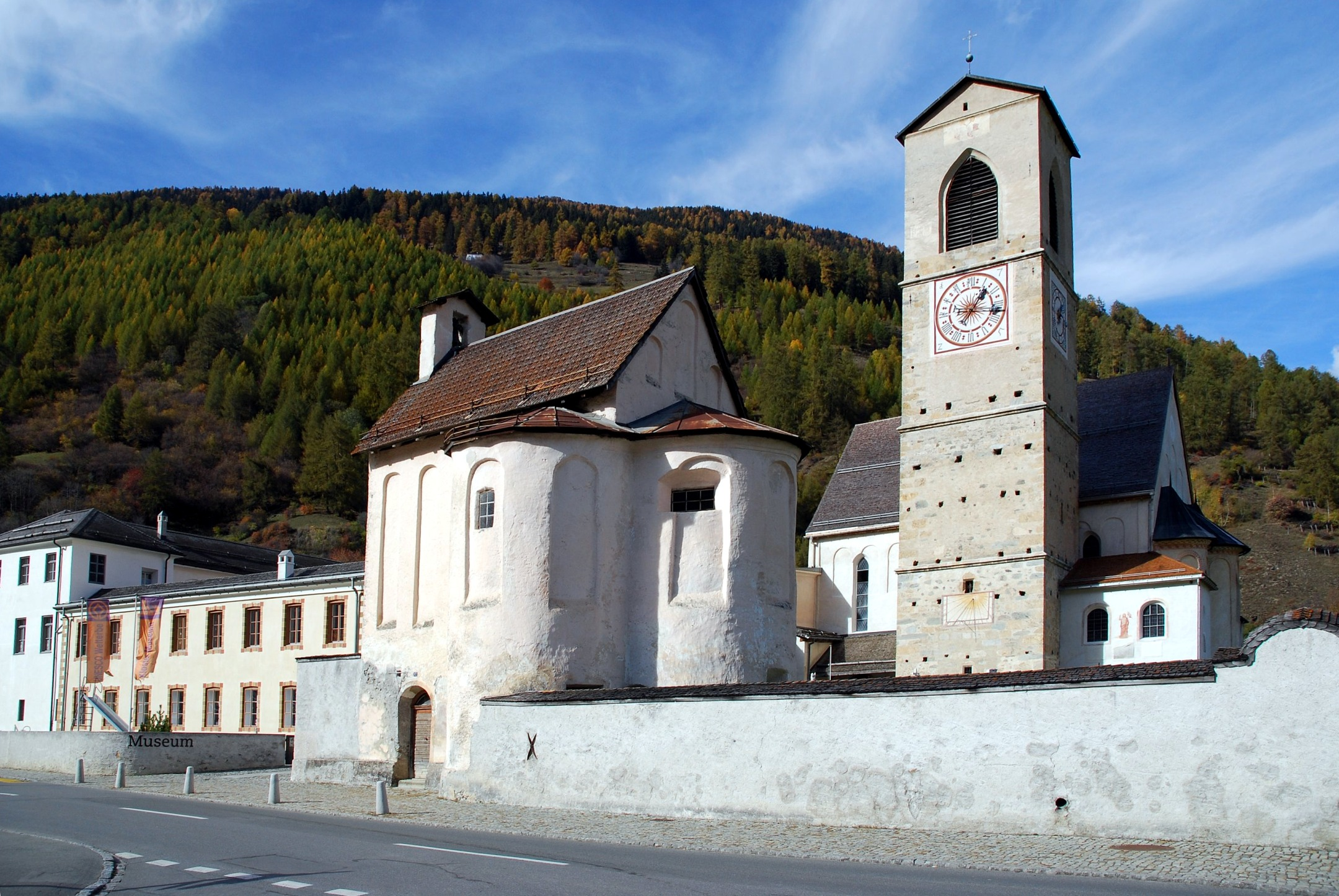
Le couvent bénédictin de Saint-Jean-des-Sœurs.

La localité de Müstair compte sur son territoire le couvent bénédictin de Saint-Jean-des-Sœurs, inscrit par un comité de l'UNESCO sur la liste du patrimoine mondial.

## Activités

### Agriculture
Les productions d’activités agropastorales certifiées biologiques, comme l’élevage de chèvres laitières et les cultures de céréales de montagne, sont mises en valeur par des coopératives et des entreprises locales de transformation. Par exemple la fromagerie locale Chascharia Val Müstair transforme le lait de chèvre et la brasserie Bieraria Tschlin utilise du malt d’orge de la coopérative bio Gran Alpin et du blé de montagne de la ferme Klosterhof Müstair.

### Protection environnementale
Le val Müstair est reconnu comme zone tampon et aire de transition depuis le 2 juin 2010 de la réserve de biosphère de Val-Müstair - Parc national. L’inclusion du val Müstair dans la réserve de biosphère, distinction attribuée en 1979 au parc national suisse, permet à celui-ci de satisfaire les critères de l'UNESCO modifiés en 1995. Entre autres la surface a plus que doublé pour s'étendre sur 371 km2 dès 2010. En complément à la protection stricte du parc, où les interventions humaines se limitent à la surveillance, aux observations et à la promenade, la zone tampon et l’aire de transition offrent la mise en œuvre à grande échelle d’une cohabitation harmonieuse entre les activités humaines et la nature. Pour préserver la biodiversité, une exploitation durable limite les interventions pouvant porter atteinte à l'aire centrale du parc. Les principales activités économiques sont l'agriculture et la sylviculture. À la suite d'un processus démocratique avec la participation de la population, les autorités communales fixent les conditions de la zone tampon et de la zone de transition dans la charte et le plan de gestion du parc naturel régional. Le canton des Grisons négocie avec l'Office fédéral de l'environnement (OFEV) pour que la Biosfera Val Müstair obtienne le label « Parc ». Cette démarche correspond à la stratégie de Séville de l'UNESCO, qui fixe les exigences pour les nouvelles réserves et l'élargissement de celles qui existent. Seules les aires qui obtiennent de label « Parc » sont agréées.